# ژالتی بریاگ
ژالتی بریاگ (به بلغاری: Zhalti Bryag) یک منطقهٔ مسکونی در بلغارستان است که در شهرستان استامبولوو واقع شده‌است.